# Wapen van Colmar-Berg

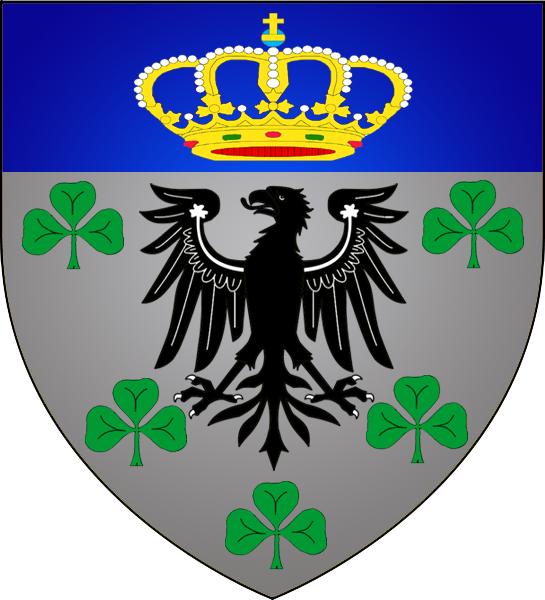
Het wapen van Colmar-Berg

Het wapen van Colmar-Berg werd op 15 december 1988 aangenomen door de Luxemburgse gemeente Colmar-Berg, naar een ontwerp van de heraldicus Marcel Lenertz. De officiële blazoenering luidt als volgt:

D'argent à l'aigle de sable accompagnée en chef, aux flancs et en pointe de cinq trèfles de sinople posés 2-2-1; au chef d'azur chargé d'une couronne grand-ducale d'or.
In zilver een adelaar van sabel, vergezeld in het hoofd, aan de flanken en in de schildpunt van vijf klaverbladen van sinopel, 2-2-1 geplaatst; met een schildhoofd van lazuur, beladen met een groothertogelijke kroon van goud.

## Symboliek van het wapen
De zwarte adelaar verwijst naar de oudste heren van Berg, en met name naar de familie de Berg-sur-Attert. De vijf klaverbladen komen uit het wapen van de familie de Heisgen, die de heerlijkheid Berg in 1651 kocht en tot 1791 in haar bezit hield. Een lid van deze familie, Jean-Gérard de Heisgen (†1745), liet in 1740 het kasteel van Berg bouwen. Dit kasteel zou in de negentiende eeuw uitgebouwd worden tot de officiële residentie van de groothertogelijke familie (vanaf 1848). De kroon in het schildhoofd, in de kleuren van Nassau, verwijzen dan ook naar de groothertogen van Luxemburg.

## Verwante symbolen en wapens

Het wapen van de heren de Berg-sur-Attert.
Het wapen van de heren de Cronenbourg, door huwelijk verbonden met heren van Berg.
Het wapen van Nassau, waaraan de kroon zijn kleuren ontleent.